# Gianluigi Sueva
Gianluigi Sueva (sinh ngày 1 tháng 1 năm 2001) là một cầu thủ bóng đá hiện tại đang thi đấu ở vị trí tiền đạo cho câu lạc bộ Lucchese tại Serie C bảng B. Sinh ra tại Ý, anh đại diện cho Đội tuyển bóng đá quốc gia Cộng hòa Dominica.

## Sự nghiệp thi đấu

### Câu lạc bộ

#### Cosenza
Sueva là sản phẩm của lò đào tạo trẻ Cosenza và được đôn lên đội 1 vào năm 2017.
Anh ra mắt cho Cosenza vào ngày 3 tháng 10 năm 2020 trong trận gặp SPAL tại Serie B, khi vào sân thay cho Angelo Corsi ở phút thứ 71.

#### Cho mượn tại Potenza
Ngày 27 tháng 1 năm 2022, anh chuyển tới Potenza tại Serie C theo dạng cho mượn.

#### Cho mượn tại Olbia
Ngày 1 tháng 8 năm 2022, Sueva chuyển tới Olbia theo dạng cho mượn.

#### Lucchese
Vào ngày 23 tháng 8 năm 2023, Sueva chuyển đến câu lạc bộ Lucchese tại Serie C bảng B.

### Quốc tế
Ngày 23 tháng 2 năm 2021, Sueva có tên trong danh sách sơ bộ của đội tuyển bóng đá U-23 quốc gia Cộng hòa Dominica chuẩn bị cho Giải vô địch vòng loại Olympic khu vực CONCACAF 2020. Tuy nhiên, anh không có tên trong danh sách chính thức, vì anh cũng được gọi triệu tập lên đội tuyển bóng đá quốc gia Cộng hòa Dominica chuẩn bị cho 2 trận Vòng loại giải vô địch bóng đá thế giới 2022 gặp Dominica và Anguilla, vào ngày 24 và 27 tháng 3 năm 2021.

## Đời tư
Sueva được sinh ra tại Ý, có bố là người Ý và mẹ là người Dominica.